# Button Gwinnett
Button Gwinnett (10 de abril de 1735 – 19 de mayo de 1777) fue un británico y segundo dignatario que, como representante de Georgia en el Congreso Continental, firmó la Declaración de Independencia de los Estados Unidos. Fue también, brevemente, el presidente provisional de Georgia en 1777, y del Condado de Gwinnett (ahora un suburbio importante del Área metropolitana de Atlanta). Gwinnett fue asesinado en un duelo por un rival, Lachlan McIntosh, tras una disputa después de una invasión fallida de Florida Oriental.

## Primeros años y educación
Gwinnett nació en 1735 en la parroquia de Down Hatherley en el condado de Gloucestershire, Gran Bretaña, de padres galeses, el reverendo Samuel Gwinnett, y su mujer, Anne. Era el tercero de sus siete hijos, nacido después de su hermana mayor Anna Maria y su hermano Samuel. Su fecha de nacimiento exacta es desconocida, pero se sabe que fue bautizado en la iglesia de Sta. Catalina en Gloucester el 10 de abril de 1735. Se cree que asistió al Kings's School de Gloucester, como hizo su hermano mayor, pero no hay pruebas fehacientes. Comenzó su carrera como mercader en Bristol, Inglaterra. Luego se mudó a Wolverhampton en 1754, y en 1757 a los veintidós años se casa con una mujer de la región, Ann Bourne, en la iglesia de San Pedro. En 1762 la pareja deja Wolverhampton y emigra a América.
Las actividades empresariales de Gwinnett le llevaron a Jamaica. Nunca tuvo mucho éxito y por eso se mudó a Savannah en 1765 y abrió una tienda. Cuando aquella aventura falló igualmente, compró a crédito la isla de Saint Catherine, en la costa de Georgia, al sur de Savannah, e intentó convertirse en hacendado. Aunque sus actividades como dueño de una plantación también fracasaron, se hizo un nombre en la política local.

## Carrera
Pasando primero por Charlestón, Provincia de Carolina del Sur, Gwinnett y su mujer se habían mudado en 1765 a la Provincia de Georgia. Gwinnett abandonó sus actividades mercantiles, vendiendo toda su mercancía para comprar un terreno donde comenzó una plantación. Aunque fracasó como plantador, en 1769 había ganado tal prominencia local que fue elegido miembro de la Asamblea Provincial.
Gwinnett no se convirtió en un firme defensor de los derechos coloniales hasta 1775, cuando la parroquia de St. John, que abarcaba sus tierras, amenazó con separarse de Georgia debido a la respuesta bastante conservadora de la colonia a los acontecimientos de la época. Durante su mandato en la Asamblea, el principal rival de Gwinnett fue Lachlan McIntosh, y Lyman Hall fue su aliado más cercano. La rivalidad de Gwinnett con McIntosh comenzó cuando McIntosh fue nombrado general de brigada de los continentales de Georgia en 1776.

### Guerra de la Independencia
Gwinnett votó a favor de la Declaración de Independencia de los Estados Unidos, adoptada por el Congreso el 2 de julio de 1776, dos días antes de que se presentara al Congreso la "copia fiel", fechada el 4 de julio de 1776. Firmó la famosa copia en pergamino el 2 de agosto de 1776. Después de firmar la Declaración, fue acompañado hasta Virginia por Carter Braxton, otro de los firmantes, que portaba una propuesta de constitución estatal redactada por John Adams. Durante su servicio en el Congreso Continental, Gwinnett fue candidato a un puesto de general de brigada para dirigir el 1.er Regimiento del Ejército Continental, pero perdió ante Lachlan McIntosh. La pérdida del puesto frente a su rival amargó mucho a Gwinnett.
Gwinnett sirvió en la legislatura del estado de Georgia y en 1777 escribió el borrador original de la primera Constitución del estado de Georgia. Pronto fue elegido presidente de la Asamblea estatal, cargo que ocupó hasta la muerte del presidente (gobernador) de Georgia, Archibald Bulloch. Gwinnett fue elevado al puesto vacante por el Consejo Ejecutivo de la Asamblea. Desde esta posición, buscó socavar el liderazgo de McIntosh.
Las tensiones entre Gwinnett y McIntosh alcanzaron un punto de ebullición cuando la Asamblea General votó para aprobar el ataque de Gwinnett a la Florida británica en abril de 1777.

## Muerte
A principios de 1777, Gwinnett y sus aliados obtuvieron el control del Congreso Provisional de Georgia, y él se convirtió en presidente interino del Congreso y comandante en jefe de las fuerzas armadas de Georgia. Como tal, ahora era superior a su rival Lachlan McIntosh. Gwinnett hizo arrestar al hermano de McIntosh y acusarlo de traición. También ordenó a McIntosh que liderara una invasión del este de Florida, controlada por los británicos, que fracasó. Gwinnett y McIntosh se culparon mutuamente por la derrota, y McIntosh llamó públicamente a Gwinnett "un sinvergüenza y un sinvergüenza mentiroso".
Posteriormente, Gwinnett desafió a McIntosh a un duelo, que tuvo lugar el 16 de mayo de 1777 en una plantación propiedad del Gobernador Real depuesto, James Wright. Los dos hombres intercambiaron disparos de pistola a doce pasos, y ambos resultaron heridos. Gwinnett murió a causa de sus heridas el 19 de mayo de 1777, y más tarde fue enterrado en el cementerio Colonial Park de Savannah. McIntosh, aunque estaba herido, se recuperó rápidamente y vivió hasta 1806. Nunca fue acusado de la muerte de Gwinnett.
Gwinnett fue reemplazado en su puesto de liderazgo por su compañero revolucionario John Treutlen, quien se convirtió en la primera persona en ostentar el título oficial de "Gobernador" de Georgia bajo la administración estadounidense (por coincidencia, el propio Treutlen fue asesinado unos años después, según se informa por una turba).

## Legado
El autógrafo de Gwinnett es muy buscado por los coleccionistas como resultado de la combinación del deseo de muchos de los principales coleccionistas de adquirir un juego completo de autógrafos de los 56 firmantes de la Declaración de Independencia de los Estados Unidos, y la extrema rareza de la firma de Gwinnett; hay 51 ejemplos conocidos, ya que Gwinnett era bastante oscuro antes de firmar la Declaración y murió poco después. Solo diez de ellos están en manos privadas.
Spencer Tracy en la película de 1958 The Last Hurray dice: "Oh, me temo que mi firma nunca será tan rara como la de Button Gwinnett".
En la película de 1932 Washington Merry Go Round, Lee Tracy interpreta a un personaje que lleva el nombre de Gwinnett y tiene una carta autógrafa.
La secuencia de novelas de doce volúmenes de Anthony Powell A Dance to the Music of Time (escritas entre 1951 y 1975) presenta en las dos últimas novelas a un académico estadounidense, Russell Gwinnett, que desciende de Button Gwinnett; Los intentos del narrador inglés de discernir la naturaleza del estatus conferido en América a este distinguido antepasado, y varios juegos sobre el concepto de "firma", se mencionan en varias ocasiones.

En el episodio de Mannix, A Button for General D. (17 de noviembre de 1971), la posesión de la última carta escrita por Gwinnett provoca el asesinato de un historiador.
En el episodio "¿Quién te dejó entrar?" de Mr. Show con Bob y David, Gwinnett es retratado en un absurdo sketch junto con Thomas Jefferson, Benjamin Franklin y Abraham Lincoln describiendo la invención de la bandera estadounidense. Con frecuencia es acosado por los otros personajes.
La rareza de la firma de Button Gwinnett fue parte del argumento de la trama en la temporada 6, episodio 3 de la serie de CBS Elementary. El episodio, emitido el 14 de mayo de 2018, se centró en la rareza de la firma de Gwinnett como motivo del asesinato. Sin embargo, el personaje principal, Sherlock Holmes, se equivocó cuando dijo que Gwinnett "murió poco después de la guerra". De hecho, Gwinnett murió durante la guerra.
El condado de Gwinnett, Georgia, ahora un área suburbana de Atlanta, lleva su nombre.
El Georgia Gwinnett College ha celebrado el Día de Button Gwinnett desde 2011. [cita requerida]
En diciembre de 2015, Stephen Colbert y Lin-Manuel Miranda interpretaron una canción rap sobre Gwinnett al estilo del musical Hamilton en The Late Show with Stephen Colbert.
Button Gwinnett aparece en Fallout 3 como un robot que custodia el edificio de los Archivos Nacionales, lleva una peluca dieciochesca y habla con acento colonial estadounidense. En Fallout 4, una cervecería lleva su nombre en un guiño a la fábrica de cerveza Samuel Adams y está ubicada en Boston, con un logotipo que contiene un retrato suyo y dice "Southie Stout" seguido de su nombre, Button Gwinnett.